# Viola arvensis
Viola arvensis, pensamiento silvestre, es una especie del género Viola. 
Es una maleza importante en cultivo de trigo y en el barbecho previo a cultivos de verano. 

## Descripción
V. arvensis es una latifoliada anual, herbácea, de 2 a 4 dm de altura, de ciclo otoño-inverno-primaveral, con tallos erectos y ramificados desde la parte inferior. Posee flores pedunculadas blancas (a veces una misma planta suele tener flores con pétalos azulados) con una mancha central amarilla. El fruto es una cápsula dehiscente. Una planta aislada produce aproximadamente 2500 semillas que germinan desde mayo hasta noviembre H. austral). La mayor parte de las semillas germinan entre 5 y 10 mm de profundidad.

## Propiedades
V. arvensis contiene ciclótidos,  clase de péptidos hallados en plantas. Y el péptido cicloviolacina O2 en particular, ha mostrado poseer actividad como citotóxico contra el cáncer humano,  y potencial droga curativa.

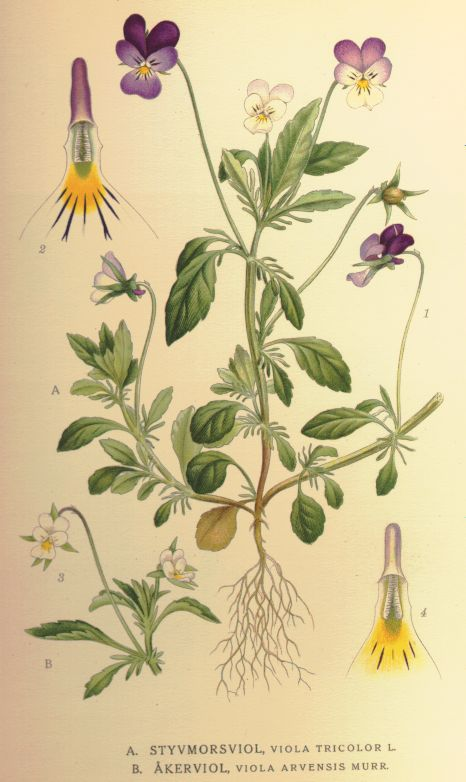

## Cultivos
En Argentina desde 1997 comenzó a difundirse el uso de cultivares de soja transgénicos resistentes a glifosato . Y asociada con ventajas relativas del herbicida como bajo costo, amplio espectro de control de malezas, nula residualidad hacia cultivos posteriores, derivó en una utilización masiva y exclusiva de glifosato como alternativa de control.  De acuerdo con estudios es posible sostener que el aumento poblacional de Viola arvensis no está relacionado con una supuesta tolerancia a glifosato ya que con dosis normales de uso el control es muy bueno. Es probable que la creciente importancia de esta sp. en situaciones de barbecho se asocie con el prolongado período de germinación y por lo tanto con la dificultad en precisar el momento de aplicación del glifosato con escasa o nula residualidad.
Comenzando el siglo XXI hay manifestaciones de cambios cuali y cuantitativos en la flora de malezas que, podrían estar asociados a este nuevo modelo agrícola de siembra directa.